# Dècada del 80
La dècada del 80 comprèn el període que va des de l'1 de gener del 80 fins al 31 de desembre del 89.

## Esdeveniments
- 80: s'acaba la construcció del Colosseu de Roma.

## Personatges destacats
- Titus, emperador romà (79-81).
- Domicià, emperador romà (81-96).